# الطاووس (مسلسل)
الطاووس مسلسل مصري 
عرض على شاشة قنوات النهار روتانا دراما و ال بي سي الفضائية اللبنانية في رمضان 2021 من تأليف: كريم الدليل بإشراف محمد ناير، وإخراج رؤوف عبد العزيز

## قصة العمل
تدور أحداث العمل حول قصة الشابة «أمنية» الفتاة البسيطة التي ذهبت للعمل في إحدى المنتجعات السياحية، من أجل إعالة عائلتها ووالدها المريض، وتعرضت لاغتصاب جماعي من قبل شبان أثرياء تحت تأثير مادة مخدرة. وسرعان ما انتشر فيديو لواقعة الاغتصاب عبر مواقع التواصل لتصل القضية إلى محامي التعويضات «كمال الأسطول»، الذي تبنى القضية لتبدأ الصراعات بين الأطراف لإثبات الحقيقة.

## الممثلون
- جمال سليمان (المحامي كمال الأسطول)
- سميحة أيوب (ماتيلدا)
- سهر الصايغ (أمنية)
- رانيا محمود ياسين (المذيعة ليلى نصار)
- أشرف مصيلحي (عاطف)
- عابد عناني (زين ضياء شاهين)
- مهند حسني (حماد)
- أحمد إمام (ممثل) (طارق المنزلاوى)
- يوسف الأسدي (المحامى توفيق العزب)
- فرح الزاهد (فرح)
- حليم (ممثل) (علي إمام)
- جمال عبد الناصر (ممثل) (حسام شرف الدين)
- خالد عليش (فيجو)
- هبة عبد الغني (سمية)
- دانا حمدان (بدريه)
- شيريهان الشاذلي (ريهام مرعى محمد)
- جورج اشرف (جنش الميكانيكي)
- ريم المصري (مصممة الأزياء سارة)
- نهال عنبر (ميار الحناوى)
- عبير منير (والدة فرح)
- عزت زين (عزيز صاحب مقهى الاسكندريه)
- خالد عبدالسلام (رئيس التحرير يوسف)
- نيجار محمد (منى معدة برنامج ليلى نصار)
- رضوى عادل (شاهدة في المحكمة)
- ياسمين عادل (رضوى)
- أحمد الشبكشى (اللول)

## إثارة الجدل
أثار مشهد إغتصاب الشابة أمنية جدلا واسعا وطالب البعض بإيقافه وأصدر «المجلس الأعلى لتنظيم الإعلام» في مصر، قراراً بإجراء تحقيق عاجل مع صنّاع المسلسل، بعد عرض الحلقة السابعة منه، في 18 نيسان 2021 والتحقيق العاجل مع المسؤولين عن العمل، ومسؤولي القنوات التي تعرضه، "بعد أن تلقى شكاوى عديدة، حول استخدام لغة لا تتفق مع الأكواد التي أصدرها المجلس، وتؤكد على ضرورة إعلاء القيم وعدم المساس بالأسر المصرية أو الحط من شأنها، أو إظهارها في صورة تسيء إليها. وبعد التحقيق تم حفظ الشكاوى المقدمة ضد العمل بعد التحقيق مع المسؤولين عن إنتاجه، حيث تبين الحصول على الموافقات اللازمة من الرقابة على المصنفات الفنية".